# LA Galaxy 2020
Questa voce raccoglie le informazioni riguardanti il LA Galaxy nelle competizioni ufficiali della stagione 2020.

## Maglie e sponsor
Lo sponsor tecnico è Adidas e il main sponsor Herbalife.
| Casa | Trasferta |

## Organico

### Rosa 2020
Di seguito la rosa del Los Angeles Galaxy aggiornata al 30 aprile 2020.
| N. |                        | Ruolo | Calciatore                  |
| -- | ---------------------- | ----- | --------------------------- |
| 1  | Stati Uniti (bandiera) | P     | David Bingham               |
| 2  | Stati Uniti (bandiera) | C     | Perry Kitchen               |
| 3  | Argentina (bandiera)   | D     | Emiliano Insúa              |
| 5  | Stati Uniti (bandiera) | D     | Daniel Steres               |
| 7  | Serbia (bandiera)      | C     | Aleksandar Katai            |
| 8  | Messico (bandiera)     | C     | Jonathan dos Santos         |
| 10 | Argentina (bandiera)   | A     | Cristian Pavón              |
| 12 | Stati Uniti (bandiera) | P     | Eric Lopez                  |
| 14 | Messico (bandiera)     | A     | Javier Hernández (capitano) |
| 15 | Stati Uniti (bandiera) | C     | Joe Corona                  |
| 16 | Stati Uniti (bandiera) | C     | Sacha Kljestan              |
| 17 | Stati Uniti (bandiera) | C     | Sebastian Lletget           |

| N. |                        | Ruolo | Calciatore         |
| -- | ---------------------- | ----- | ------------------ |
| 19 | Francia (bandiera)     | D     | Diedie Traore      |
| 20 | Stati Uniti (bandiera) | D     | Nick DePuy         |
| 21 | Costa Rica (bandiera)  | D     | Giancarlo González |
| 22 | Stati Uniti (bandiera) | D     | Julián Araujo      |
| 24 | Stati Uniti (bandiera) | C     | Danilo Acosta      |
| 25 | Venezuela (bandiera)   | D     | Rolf Feltscher     |
| 26 | Messico (bandiera)     | C     | Efraín Álvarez     |
| 27 | Argentina (bandiera)   | C     | Emil Cuello        |
| 29 | Stati Uniti (bandiera) | A     | Ethan Zubak        |
| 31 | Germania (bandiera)    | A     | Gordon Wild        |
| 41 | Stati Uniti (bandiera) | P     | Justin Vom Steeg   |

### Staff tecnico
Di seguito lo staff tecnico del Los Angeles Galaxy aggiornato al 30 aprile 2020.
- Dennis te Kloese - Direttore sportivo
- Jovan Kirovski - Direttore tecnico
- Guillermo Barros Schelotto - Allenatore
- Gustavo Barros Schelotto - Allenatore in seconda
- Dominic Kinnear - Allenatore in seconda
- Ariel Roberto Pereyra - Allenatore in seconda
- Juan José Romero - Allenatore dei portieri
- Phil Hayward - Preparatore atletico